# Otto Sebastian Weickgenannt
Otto Sebastian Weickgenannt (* 14. Februar 1870 in Mingolsheim (Ortsteil von Bad Schönborn), Baden-Württemberg; † 8. Mai 1956 ebenda) war Erbohrer der Schwefelquelle, Begründer des Schwefelbad Mingolsheim und Mühlenbesitzer.

## Leben
1905 erbohrte Otto Sebastian Weickgenannt eine Schwefelquelle im Garten der 20 Zimmer umfassenden Familienvilla in Mingolsheim. In dieser begründete er zusammen mit seinem Sohn Franz Weickgenannt und seinem Neffen Richard Weickgenannt das Schwefelbad Mingolsheim. 1922 verkaufte er die Schwefelbad Mingolsheim GmbH an den Caritasverband Ludwigshafen. Dieser blieb ihm den Kaufpreis bis zu seinem Tode und darüber hinaus schuldig. Unter dem Bischof von Speyer und späteren Kardinal Joseph Wendel wurde der Familie 1946 ein Teil des geschuldeten Zinses ausgezahlt. 1971 dokumentierte Franz Weickgenannt in seiner Chronik, welche u. a. in der Veröffentlichung „Bad Schönborner Geschichte“ zitiert wurde, den Verlauf und übertrug die Verantwortung für die Rückführung des Schwefelbades zur Familie Weickgenannt seinen Nachfahren.